# Festival de Cannes 1974
Le Festival de Cannes 1974, vingt-septième édition, a lieu du 9 au 24 mai et se déroule au Palais des Festivals dit Palais Croisette, 50 du boulevard de la Croisette. De 1964 à 1974, le Grand Prix du Festival international du Film est rétabli, la Palme d'or n'est plus décernée.

## Jury de la compétition
- Président du jury : René Clair, réalisateur
- Alexander Walker, critique
- Félix Labisse, artiste
- Irwin Shaw, écrivain
- Jean-Loup Dabadie, scénariste
- Kenne Fant, producteur
- Michel Soutter, réalisateur
- Monica Vitti, comédienne
- Rostoslav Yourenev, réalisateur

## Sélections

### Sélection officielle

#### Compétition
La sélection officielle en compétition se compose de 26 films :
| Film                                                                        | Réalisateur              | Pays             |
| --------------------------------------------------------------------------- | ------------------------ | ---------------- |
| Les Filles à papa (Abou El Banat)                                           | Moshé Mizrahi            | Israël           |
| Tous les autres s'appellent Ali (Angst essen Seele auf)                     | Rainer Werner Fassbinder | Allemagne        |
| Un vrai crime d'amour (Delitto d'amore)                                     | Luigi Comencini          | Italie           |
| L'Inquisition (El santo oficio)                                             | Arturo Ripstein          | Mexique          |
| Vents chauds (Garm Hava)                                                    | M. S. Sathyu             | Inde             |
| Himiko                                                                      | Masahiro Shinoda         | Japon            |
| Il était une fois dans l'Est                                                | André Brassard           | Canada           |
| Les Mille et Une Nuits (Il fiore delle mille e una notte)                   | Pier Paolo Pasolini      | Italie           |
| La Cage aux ours                                                            | Marian Handwerker        | Belgique         |
| La Cousine Angélique (La Prima Angelica)                                    | Carlos Saura             | Espagne          |
| Les Autres                                                                  | Hugo Santiago            | France           |
| Les Violons du bal                                                          | Michel Drach             | France           |
| Jeux de chat (Macskajáték)                                                  | Károly Makk              | Hongrie          |
| Mahler                                                                      | Ken Russell              | Royaume-Uni      |
| Milarépa                                                                    | Liliana Cavani           | Italie           |
| Leur dernière parole (Poslednata duma)                                      | Binka Jeliaskova         | Bulgarie         |
| L'heure de la libération a sonné (Saat el Tahrir Dakkat, Barra ya Isti Mar) | Heiny Srour              | Liban            |
| Le Garçon perdu (Sovsem propachtchi)                                        | Gueorgui Danielia        | Union soviétique |
| Stavisky                                                                    | Alain Resnais            | France           |
| Les Symptômes (Symptoms)                                                    | José Ramón Larraz        | Royaume-Uni      |
| Conversation secrète (The Conversation)                                     | Francis Ford Coppola     | États-Unis       |
| La Dernière Corvée (The Last Detail)                                        | Hal Ashby                | États-Unis       |
| The Nickel Ride                                                             | Robert Mulligan          | États-Unis       |
| Les Neuf Vies de Fritz le chat (The Nine Lives of Fritz the Cat)            | Robert Taylor            | États-Unis       |
| Sugarland Express (The Sugarland Express)                                   | Steven Spielberg         | États-Unis       |
| Nous sommes tous des voleurs (Thieves Like Us)                              | Robert Altman            | États-Unis       |

#### Hors compétition
14 films sont présentés hors compétition :
- 1789 d'Ariane Mnouchkine
- Amarcord de Federico Fellini
- Les oiseaux le font, les abeilles aussi de Nicolas Noxon et Irwin Rosten
- Entr'acte de René Clair
- Henry Miller, poète maudit de Michèle Arnaud
- Lancelot du Lac de Robert Bresson
- Le Trio infernal de Francis Girod
- Les Grandes Manœuvres de René Clair
- Once de Mort Heilig
- Parade de Jacques Tati
- Picasso, l'homme et son œuvre d'Edward Quinn
- Les 'S' Pions (S*P*Y*S) d'Irvin Kershner
- The Homecoming de Peter Hall
- Toute une vie de Claude Lelouch

### Quinzaine des réalisateurs

#### Longs métrages
La sélection officielle des longs métrages de la Quinzaine des réalisateurs se compose de 28 films.
- A Noite Do Espantalho de Sérgio Ricardo
- A Rainha Diaba d'Antonio Carlos Fontura
- Au-delà des sables (Dincolo de nisipuri) de Radu Gabrea
- Céline et Julie vont en bateau de Jacques Rivette
- Contra la razon y por la fuerza de Carlos Ortiz Tejeda
- Erica Minor de Bertrand Van Effenterre
- Travaux occasionnels d'une esclave (Gelegenheitsarbeit einer Sklavin) d'Alexander Kluge
- Operación Alfa d'Enrique Urteaga
- Il était une fois un merle chanteur (Iko shashvi mgalobeli) d'Otar Iosseliani
- Il pleut toujours où c'est mouillé de Jean-Daniel Simon
- Le Profiteur (Il saprofita) de Sergio Nasca
- L'Extradition de Peter von Gunten
- L'Invention de Morel (L'invenzione di Morel) d'Emidio Greco
- La Coupe à dix francs de Philippe Condroyer
- La expropiación de Raoul Ruiz
- La Vérité sur l'imaginaire passion d'un inconnu de Marcel Hanoun
- Lars-Ole 5c de Nils Malmros
- Dernière Tombe à Dimbaza (Last Grave at Dimbaza) de Chris Curling, Pascoe Macfarlane et Nana Mahamo
- Les Dernières Fiançailles de Jean Pierre Lefebvre
- Le Vol d'un oiseau mort (Let mrtve ptice) de Živojin Pavlović
- Manifest d'Antonis Lepeniotis
- Mean Streets de Martin Scorsese
- Le Fantassin (Padatik) de Mrinal Sen
- Procès express (Processo per diretissima) de Lucio De Caro
- Sweet Movie de Dušan Makavejev
- Les Vagabonds du nouveau monde (The Migrants) de Tom Gries
- Uirá, um Indio em Busca de Deus de Gustavo Dahl
- Vai Travalhar Vagabundo de Hugo Carvana

### Semaine de la critique
- La Paloma de Daniel Schmid (Suisse)
- La Tierra prometida de Miguel Littin (Chili)
- De part en part de Grzegorz Królikiewicz (Pologne)
- La Mort du directeur du cirque de puces (Der Tod des Flohzirkusdirektos) de Thomas Koerfer (Suisse)
- L'Esprit de la ruche (El espiritu de la colmena) de Victor Erice (Espagne)
- Le Cœur et l'Esprit (Hearts and Minds) de Peter Davis (Etats-Unis)
- A Bigger Splash de Jack Hazan (Royaume-Uni)
- I.F. Stone's Weekly de Jerry Bruck Jr (Etats-Unis)
- L'Heure de la libération a sonné de Helny Srour (Liban)

## Palmarès
- Palme d'or : Conversation secrète de Francis Ford Coppola (États-Unis)
- Grand prix spécial du jury : Les Mille et Une Nuits de Pier Paolo Pasolini (Italie)
- Prix d'interprétation féminine : Marie-José Nat pour Les Violons du bal de Michel Drach (France)
- Prix d'interprétation masculine : Jack Nicholson pour La Dernière Corvée de Hal Ashby (États-Unis)
- Prix du jury : La Cousine Angélique de Carlos Saura (Espagne)
- Prix du scénario : Steven Spielberg, Hal Barwood et Matthew Robbins pour Sugarland Express (États-Unis)
- Grand prix technique : Mahler de Ken Russell (Royaume-Uni)